# Football Club Auch Gers
El Football Club Auch Gers, anomenat també Fé-Cé-A pels aficionats, és un club de rugbi a 15 de la ciutat occitana d'Auch que juga al Pro D2. El club va guanyar l'European Shield el 2005 i ha estat també campió de la segona divisió professional, la Pro D2, l'any 2004 i el 2007.

## Palmarès
- European Shield: 
  - Campió: 2005
- Campionat de França de rugbi Pro D2: 
  - Campió: 2004 i 2007
- Campió de França Honor (Segona Divisió): 1929
- Campió de França Promotion (Tercera Divisió): 1947
- Copa André Moga: 
  - Finalista: 1993
- Copa de la Lliga: 
  - Finalista: 2001
- Campió de France Espoirs: 2007

## La final del FC Auch

### European Shield
| Data de la final   | Vencedor | Finalista | Resultat | Lloc de la final       | Espectadors |
| 23 de maig de 2005 | FC Auch  | Worcester | 23-10    | Kassam Stadium, Oxford | 2.823       |

## Jugadors emblemàtics
| - Philippe Bérot - Jean Brouqueyre - Yannick Bru - Jacques Brunel - Olivier Campan - Henry Cistacq - Christophe Dalgalarondo - Benjamin Dambielle - Jean-Baptiste Dambielle - Jean-Pierre Escoffier - Jacques Fouroux | - Jean-Louis Gaussens - Stéphane Graou - Vincent Graule - Omar Hasan - Marcel Laurent - Jean Le Droff - Grégory Menkarska - Arnaud Mignardi - Serge Milhas - Christophe Porcu - Jean-Baptiste Rué | - Jean-Claude Skrela - Jean-Jacques Lalanne - Pierre Verdier - Frédéric Torossian - Jacques Gratton - Antranik Torossian - Serge Marsolan - Grégory Patat - Joan Wencker - Thierry Lacourt - Alain Sabbadin |